# Наваф Аль-Акіді
Наваф бін Дахі бін Фейсал ас-Сувейті аль-Акіді (араб. نواف العقيدي; 10 травня 2000) — саудівський футболіст, воротар клубу «Ан-Наср» та національної збірної Саудівської Аравії.

## Клубна кар'єра
Вихованець клубу «Ан-Наср». 30 вересня 2021 року дебютував за рідну команду у Професійній лізі Саудівської Аравії в грі з клубом «Абха» (3:1). У подальшому в цьому сезоні він зіграв ще двічі. З лютого по червень 2022 року воротар грав на правах оренди за «Ат-Таї», зігравши 7 ігор чемпіонату протягом цього часу.

## Виступи за збірну
У 2022 році зі збірною Саудівської Аравії U23 він брав участь у молодіжному чемпіонаті Азії і, будучи першим воротарем, захищав свої ворота протягом усього турніру, не пропустивши жодного м'яча і допоміг команді здобути золоті нагороди турніру.
Принаймні з листопада 2021 року Наваф кілька разів викликався національної збірної Саудівської Аравії, але так за неї і не дебютував. Незважаючи на це у листопаді 2022 року був номінований до складу збірної на фінал чемпіонату світу 2022 року у Катарі.